# شینیچیرو کوادا
شینیچیرو کوادا (انگلیسی: Shinichiro Kuwada؛ زادهٔ ۶ دسامبر ۱۹۸۶) بازیکن فوتبال اهل ژاپن است.
از باشگاه‌هایی که در آن بازی کرده‌است می‌توان به باشگاه فوتبال سانفریس هیروشیما اشاره کرد.